# فرودگاه اراک
فرودگاه بین‌المللی شهدای اراک فرودگاه اصلی این شهر و استان مرکزی می‌باشد. فرودگاه اراک یکی از نخستین فرودگاه‌هایی است که در ایران تأسیس شده‌است. تاریخ تأسیس این فرودگاه به‌درستی معلوم نیست اما تاریخ رسمی گشایش آن به سال ۱۳۱۷ / ۱۹۳۸ بازمی‌گردد، گرچه گزارش‌هایی مبنی بر حضور هواپیما بسیار پیش‌تر از این تاریخ در اراک گزارش شده‌است.
در سال ۲۰۱۶ میلادی ۱۶۴ نشست و برخاست هواپیما در این فرودگاه انجام شد و ۱۳٬۱۸۵ نفر مسافر و ۱۰۴٬۹۳۶ کیلوگرم بار از طریق آن جابه‌جا شدند.

## تأسیس
در اوایل سده ۱۳۰۰ خورشیدی و در پی تأسیس ۳ کنسولگری انگلستان، آلمان و سوئیس در اراک، کمپانی‌هایی نظیر زیگلر که مرکز اصلی آن در منچستر انگلستان بود در این شهر تأسیس شدند که کار آنها مربوط به خرید فرش‌های دستباف از اهالی شهر و روستاهای اطراف بود.
به دلیل دوری این شهر از دریا و نبود امکانات دریانوردی، این انگلیسی‌ها بودند که برای نخستین بار به فکر تأسیس یک فرودگاه در اراک افتادند و نام آن را بالان‌خانه گذاشتند و خود آن را اداره می‌کردند.

## نخستین مسیرهای پروازی و اولینشرکت هواپیماییدر فرودگاه اراک
گفتنی است نخستین مسیر هوایی و البته اولین شرکت هواپیمایی که به صورت مستمر و با برنامه‌ریزی از مبدأ اراک پروازهایی را انجام داده، کمپانی هواپیمایی یونکرس در ایران بوده‌است. این شرکت در سال ۱۳۰۵ شمسی با استفاده از هواپیماهای یونکرس آلمانی پروازهایی را به صورت منظم بین اراک - کرمانشاه برقرار کرد.

## جنگ جهانی دوم
با آغاز جنگ جهانی دوم و حضور متفقین در ایران، این فرودگاه به دست نیروهای انگلیسی تسخیر شد و تا پایان جنگ کماکان در دست آنان بود. در همین زمان بود که ۲ ساختمان سیلو مانند در این فرودگاه ساخته شد.
در جریان جنگ جهانی دوم این فرودگاه کانونی برای پرواز هواپیماهای نظامی بود و بیشتر برای ترابری اسلحه و سرباز از آن استفاده می‌شد و به همین جهت به مقاصد مختلف داخلی و خارجی پروازهای متعددی را انجام می‌داد که از آن جمله می‌توان به، فرودگاه بوشهر، فرودگاه آبادان، و فرودگاه‌های هیثرو لندن، بغداد و فرودگاه‌های مختلف کشور هند اشاره کرد.
این فرودگاه تا دهه ۴۰ شمسی کماکان برپا بود و از آن پروازهایی انجام می‌شد که می‌توان به پرواز محمدرضا پهلوی در شهریورماه ۱۳۴۱ به اراک اشاره نمود.

## فرودگاه جدید
فرودگاه جدید اراک به دستور و با نقشه امیر عباس هویدا نخست‌وزیر محمدرضا پهلوی در دهه ۴۰ خورشیدی جانمایی شد و کار ساخت آن در دهه ۵۰ آغاز شد که با پیروزی انقلاب ایران کار ساخت این فرودگاه تعطیل شد. تا اینکه در سال ۱۳۶۷ شمسی کار ساخت آن دوباره از سر گرفته شد.

## مشخصات فرودگاه اراک
فرودگاه کنونی شهر اراک در ۱۷ کیلومتری شمال این شهر واقع شده‌است. فرودگاه اراک با مساحت ۴۷۰ هکتار مجهز به امکانات سوختگیری نوع سوخت جت آ (A)، روشنایی باند فرود، گمرگ برای انجام پروازهای بین‌المللی، ایستگاه آتش‌نشانی، پارکینگ، فضای سبز و… است.
این فرودگاه مجهز به سیستم‌های کمک ناوبری VOR/DME نیز می‌باشد.

## پایان عملیات عمرانی باند جدید فرودگاه اراک
در تاریخ ۱۹/۰۳/۱۳۹۲ با ورود هواپیمای بوئینگ ۷۰۷ حامل رئیس‌جمهور وقت ایران باند جدید فرودگاه اراک رسماً افتتاح شد. طول این باند ۳۷۰۰ متر و عرض آن ۷۵ متر است و دارای تمامی امکانات جهت نشست و برخاست انواع هواپیماها در تمامی کلاس‌ها اعم‌از پهن‌پیکر و باریک‌پیکر است.

## سانحه هوایی در فرودگاه اراک
نخستین حادثه در فرودگاه اراک به سال ۱۳۴۱ بازمی‌گردد زمانی که یک فروند هواپیمای جنگی ارتش ایران در یکی از روستاهای اطراف اراک سقوط کرد و هر دو سرنشین آن کشته شدند.
دومین حادثه در ۲۱ مرداد ماه سال ۸۴ روی داد. یک فروند هواپیمای متعلق به شرکت سفیران ایرلاین که از تهران عازم خرم‌آباد بود دچار نقص فنی در یکی از موتورهای هواپیما گردید و ناچار به فرود اضطراری در فرودگاه اراک شد. در این سانحه هواپیما از باند خارج شد و صدمات جدی به بدنه هواپیما وارد گردید. این هواپیما ۲۷ مسافر و خدمه داشت که به هیچ‌یک از آن‌ها آسیبی نرسید.

## ایرلاین های پروازی به فرودگاه اراک
فلای پرشیا
ساها(نظامی)
پویا(باربری)

## شرکت‌های هواپیمایی و مقصدهای پروازی

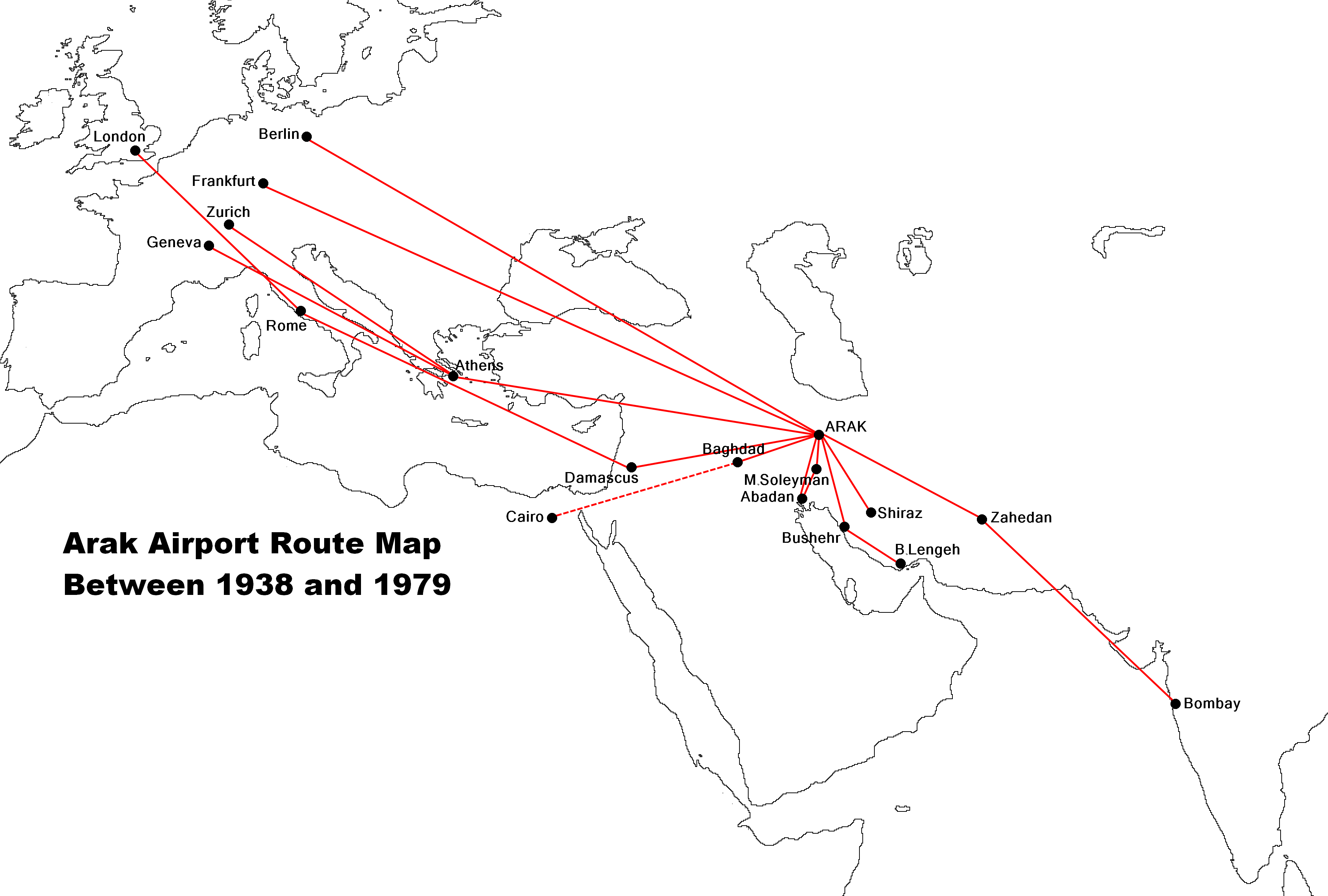
نقشه پروازی فرودگاه اراک بین سال‌های ۱۹۳۸ و ۱۹۷۹

### مسافری
| شرکت هواپیمایی | مقصد های پروازی |
| -------------- | --------------- |
| فلای پرشیا     | عسلویه          |
| ایران ایر      | تهران           |
| آسا جت         | مشهد            |

### باری
| شرکت‌های هواپیمایی | مقصدهای پروازی |
| ----------------- | -------------- |
| هواپیمایی پویا    | مهرآباد، اربیل |

### آمار
| شماره | سال  | تعداد پروازها | بار جابه‌جا شده (تن) | مسافران | تغییرات |
| ----- | ---- | ------------- | ------------------- | ------- | ------- |
| ۱     | ۲۰۱۶ | ۱۵۲           | ۸۷                  | ۱۱٬۷۸۰  | ۳۱٪     |
| ۲     | ۲۰۱۵ | ۱۳۶           | ۱۴۲                 | ۱۷٬۲۰۴  | ۱۹۲٪    |
| ۳     | ۲۰۱۴ | ۹۲            | ۶۳                  | ۵٬۹۰۰   | ۱۰۰٪    |
| ۴     | ۲۰۱۳ | ۰             | ۰                   | ۰       | ۱۰۰٪    |
| ۵     | ۲۰۱۲ | ۲۴            | ۸                   | ۱٬۳۰۸   | ۸۰٪     |
| ۶     | ۲۰۱۱ | ۹۴            | ۴۵                  | ۶٬۶۴۵   | -       |